# Friedrich Dessauer
Friedrich Dessauer (Aschaffenburg, 19 luglio 1881 – Francoforte sul Meno, 16 febbraio 1963) è stato un filosofo, fisico e giornalista tedesco.

## Biografia
Friedrich Dessauer nacque a Aschaffenburg, Germania. Da giovane aveva un interesse per le scienze naturali, in particolare per i raggi X scoperti da Röntgen e le loro applicazioni mediche. Dessauer studiò presso l'Università Goethe di Francoforte sul Meno fino al 1917. Dal 1924 al 1933 fu membro del Partito di Centro Tedesco.
Fu rinchiuso in prigione dai nazisti quando Hitler salì al potere, ma fu rilasciato per interessamento del governo turco, che lo invitò a lavorare presso l'Università di Istanbul.
In questa posizione venne a contatto con Erich Uhlmann dove applicarono assieme, il desiderio di Dessauer, i raggi X nei pazienti. In seguito, si trasferì presso l'Università di Friburgo nel 1937 per diventare presidente di fisica sperimentale.
Il 16 febbraio 1963 Dessauer si ammalò per l'esposizione ai raggi X, che lo portò alla morte.